# Cry-Baby
Cry-Baby (1990) es una película musical dirigida por John Waters. Presenta a Johnny Depp como un joven rebelde de los 50 llamado Wade Walker "Cry-Baby", y también muestra un gran elenco que incluye a Iggy Pop, Traci Lords, Ricki Lake, David Nelson, Susan Tyrrell y Patty Hearst. Esta película no obtuvo grandes audiencias en sus comienzos pero se ha convertido en una película de culto y dio lugar a un musical de Broadway que recibió nominaciones a los "premios Tony" de teatro.
Siguiendo la línea de Hairspray, la película es una parodia de musicales adolescentes como Grease, de las películas de Elvis Presley, y de las películas de los años 50 sobre 'delincuentes juveniles' como The Wild One y (específicamente) Rebelde sin causa. Johnny Depp ha dicho más de una vez que cogió el papel para burlarse de la histeria que sus jóvenes admiradoras le tenían durante sus días en el show televisivo 21 Jump Street.

## Argumento
Bajo la presidencia de Eisenhower, en el Baltimore de los años 50 hay dos clases sociales enfrentadas: los "Drapes" y los "Squares".
Wade Walker, conocido como "Cry-Baby" o "El Lágrima" por su habilidad de llorar con una única lágrima, es un joven cabecilla de la subcultura "Drape", irresistible para las chicas y fanático de la música rockabilly. En su pandilla habitual está su hermana embarazada, Pepper Walker, la exuberante Wanda Woodward, la desfigurada Mona "Picadillo" Malnorowski y Milton Hackett, novio de esta última.
Cuando en una campaña del instituto los jóvenes de la ciudad reciben una vacuna, Wade y Allison, una hermosa "Square", se enamoran repentinamente. Ella pretende acercarse al grupo del joven, pero la abuela de Allison y su novio Baldwin están disgustados por esa atracción hacia lo que consideran un despreciable grupo de degenerados.

## Reparto
| Personaje                                | Actor Original (EE. UU.) | Actor de voz (España) |
| ---------------------------------------- | ------------------------ | --------------------- |
| Wade Walker "Cry-Baby"                   | Johnny Depp              | Luis Posada           |
| Allison Vernon-Williams                  | Amy Locane               |                       |
| Señora Vernon-Williams                   | Polly Bergen             |                       |
| Ramona Rickettes, abuela de "El lágrima" | Susan Tyrrell            |                       |
| Belvedere Rickettes, tío de "El lágrima" | Iggy Pop                 |                       |
| Pepper Walker, hermana de "El lágrima"   | Ricki Lake               |                       |
| Wanda Woodward                           | Traci Lords              |                       |
| Mona Malnorowski "Picadillo"             | Kim McGuire              |                       |
| Milton Hackett                           | Darren E. Burrows        |                       |
| Lenora Frigid                            | Kim Webb                 |                       |
| Baldwin                                  | Stephen Mailer           |                       |
| Tamborilero, hijo de Pepper Walker       | Jonathan Benya           |                       |
| Susie Q., hija de Pepper Walker          | Jessica Raskin           |                       |
| Señor Malnorowski                        | Troy Donahue             |                       |
| Señora Malnorowski                       | Mink Stole               |                       |
| Señor Hackett                            | Joe Dallesandro          |                       |
| Señora Hackett                           | Joey Heatherton          |                       |
| Señor Woodward                           | David Nelson             |                       |
| Señora Woodward                          | Patricia Hearst          |                       |
| Dupree                                   | Robert Tyree             |                       |
| Guarda Odioso                            | Willem Dafoe             |                       |
| Convicto                                 | Kirk McEwen              |                       |
| Madre del Pícnic                         | Mary Vivian Pearce       |                       |

## Canciones
| 1. "Sh-Boom" - Baldwin y los Cepillos 2. "A Teenage Prayer" - Allison 3. "King Cry-Baby" - "El lágrima", Allison, "Picadillo", Milton, y Wanda 4. "Teardrops Are Falling" - "El lágrima" y los convictos 5. "The Naughty Lady from Shady Lane" - Baldwin y los Cepillos (no se encuentra en la Banda Sonora, sólo en la versión del director) 6. "Doin' Time for Bein' Young" - "El lágrima" y los convictos 7. "Mr. Sandman" - Allison, Baldwin y los Cepillos 8. "Please, Mr. Jailer" - Allison, "El lágrima", convictos y otros 9. "High School Hellcats" - "El lágrima", Allison, y los Drapes | 1. "Cry-Baby" - The Honey Sisters 2. "Nosey Joe" - Bull Moose Jackson 3. "Bad Boy" - The Jive Bombers 4. "The Flirt" - Shirley and Lee 5. "I'm So Young" - The Students 6. "(My Heart Goes) Piddily Patter, Patter" - Nappy Brown 7. "I'm a Bad, Bad Girl" - Little Esther 8. "Jungle Drums" - Earl Bostic 9. "Cherry" - The Jive Bombers 10. "Rubber Biscuit" - The Chips | 1. "Gee" - The Crows 2. "Women and Cadillacs" - Doc Starkes and his Nite Riders 3. "The Bunny Hop" - Ray Anthony 4. "In the Jailhouse Now" - Webb Pierce 5. "Jailbird" - Sonny Knight |

## Curiosidades
- Parte de la película tiene lugar en el parque de atracciones "Bosque encantado" de Ellicott City, Maryland.
- La banda sonora combina canciones de rock de los años 50 y otras creadas para la película inspiradas en la música de esos años.
- Está protagonizada por un casi debutante Johnny Depp, siendo éste el primer musical en el que trabajó.
- La ex estrella del porno Traci Lords interpreta a Wanda Woodward.